# شيفرة دافنتشي (رواية)
شيفرة دافنتشي رواية تشويق وغموض بوليسية خيالية للمؤلف الأمريكي دان براون نشرت عام 2003.
حققت الرواية مبيعات كبيرة تصل إلى 60.5 مليون نسخة (حتى آذار/مارس 2006) وصنفت على رأس قائمة الروايات الأكثر مبيعاً في قائمة صحيفة نيويورك تايمز الأمريكية. تم ترجمة الرواية إلى 56 لغة حتى الآن بمليوني نسخة. ترجمت سمة عبد ربه الكتاب إلى اللغة العربية سنة 2006.
تدور أحداثها في حوالي 600 صفحة في كل من فرنسا وبريطانيا. تبدأ بالتحديد من متحف اللوفر الشهير عندما يستدعي عالم أمريكي يدعى الدكتور روبرت لانغدون أستاذ علم الرموز الدينية في جامعة هارفارد على إثر جريمة قتل في متحف اللوفر لأحد القيمين على المتحف وسط ظروف غامضة، ذلك أثناء تواجده في باريس لإلقاء محاضرة ضمن مجاله العلمي. يكتشف لانغدون ألغازا تدل على وجود منظمة سرية مقدسة امتد عمرها إلى مئات السنين وكان من أحد أعضائها البارزين العالم مكتشف الجاذبية إسحاق نيوتن والعالم الرسام ليوناردو دا فينشي. تدور أغلب أحداث الرواية حول اختراعات وأعمال دافنتشي الفنية. اكتشف لانغدون والفرنسية الحسناء صوفي نوفو خبيرة فك الشفرات -والتي يتضح لاحقا أن لها دورا كبيرا في الرواية- سلسلة من الألغاز الشيقة والمثيرة والتي تستدعى مراجعة التاريخ لفك ألغازه وسط مطاردة شرسة من أعضاء منظمة كاثوليكية تسعى للحصول على السر.
تأتي الإثارة في صدور هذه الرواية إلى حد منعها من الدخول إلى عدة دول منها الفاتيكان والذي اعترض اعتراضاً شديداً على محتويات الرواية، ذلك لأنها تتناول علاقة المسيح بـمريم المجدلية بطريقة منافية لما هو مذكور بالكتب المقدسة. مُنعت الرواية أيضا من دخول بعض الدول الأوربية والدول العربية مثل لبنان والأردن.

## شخصيات الرواية
- روبرت لانغدون: أستاذ علم الرموز في جامعة هارفارد.
- المعلم.
- جاك سونيير: أحد شخصيات رواية شيفرة دا فينشي، قيّم متحف اللوفر «وهو جد صوفي» والذي تدور الرواية حول مقتله، والسر الخطير الذي حاول إيصاله قبل موته بعد إصابته برصاصة مهلكة عن طريق كتابة شفرات بدمه ليحلها روبرت لانغدون وصوفي.
- صوفي نوفو: آنسة جذابة في بداية الثلاثينات، محللة شفرات في الشرطة القضائية الفرنسية تحمل لها الرواية مفاجآت غريبة ومدهشة، كونها حفيدة جاك سونيير «القتيل». ابتعدت عن جدها بسبب موقف شاهدته فيه لمدة عشرة سنين، بينما كان هو يحاول التقرب منها. تقوم صوفي برفقة روبرت لانغدون بمغامرات عديدة بحثا عن الألغاز التي تركها لها جدها وتحللها.
- السير لاي تيبينغ: وهو شخصية وهمية من الشخصيات التي ظهرت في رواية شيفرة دا فينشي عام 2003 وكان مؤرخا بريطانيا وصديقا للبروفيسور روبرت لانغدون وهناك نقط كثيرة غير ظاهرة في حياته حيث إنه يعاني من شلل الأطفال وإنه يسافر بانتظام إلى بريطانيا لتلقي العلاج بسبب عدم ثقته في الأطباء الفرنسيين.
- بيزو فاش: وهو من الشخصيات الوهمية التي ظهرت في شفرة دا فينشي في الرواية عام 2003 وفي الفيلم عام 2006. هو نقيب في الإدارة المركزية للشرطة القضائية (DCPJ)، وشرطة التحقيقات الجنائية الفرنسية، وهو المسؤول عن التحقيق في متحف اللوفر.
- أندريه فيرنيه: أندريه فيرنيه صاحب بنك زيورخ السويسري للودائع وهو شخصية في رواية شيفرة دافنشي.
- ريمي لوجالوديك: خادم المؤرخ البريطاني السير لاي تيبينغ.
- سيلاس: راهب من جماعة أبوس داي يقوم بتنفيذ أوامر المعلم، عاش سيلاس طفولة عنيفة علي يد أبيه المخمور دائما، الذي قتل أمه أمامه وتعرض للاضطهاد من الناس ومن أبيه الذي وصفه «أنت شبح ليتك لم تولد» لأنه كان أبهق «أبرص»، عاش مجرمًا وسُجن في أصعب سجون فرنسا لمدة عشر سنين قبل أن يستطيع الهرب بطريقة عجيبة وغريبة إلى إسبانيا ليلتقي بأول شخص يعامله كإنسان ويعطف عليه وهو الأب الإسباني ارينغاوزا.
- الملازم جيروم كوليه.
- الأسقف مانويل ارينغاروزا.
- أمينة كنيسة روزلين.

## ملخص الرواية
تم إطلاق النار على أمين متحف اللوفر ودير سيد سيون الكبير جاك سونير في إحدى الليالي في المتحف من قبل راهب كاثوليكي ألبينو يدعى سيلاس، يعمل نيابة عن شخص يعرفه فقط باعتباره المعلم، الذي يرغب في اكتشاف موقع "حجر الأساس"، "عنصر حاسم في البحث عن الكأس المقدسة. بعد اكتشاف جثة سونير في وضع الرجل الفيتروفي بواسطة ليوناردو دافنشي، استدعت الشرطة الأستاذ بجامعة هارفارد روبرت لانغدون، الموجود في المدينة للعمل. أخبره كابتن الشرطة بيزو فاش أنه تم استدعاؤه لمساعدة الشرطة في فك شفرة الرسالة المشفرة التي تركها سونير خلال الدقائق الأخيرة من حياته. تتضمن الرسالة تسلسل فيبوناتشي خارج الترتيب. يشرح لانغدون لفاشي أن سونير كان مرجعًا رائدًا في موضوع عمل الآلهة، وأن النجمة الخماسية سونير التي رسمها على صدره بدمه تمثل إشارة إلى الإلهة وليس عبادة الشيطان، كما يعتقد فاش. صوفي نيفو، خبيرة تشفير الشرطة، تشرح سرًا لانغدون أنها حفيدة سونير المنفصلة عنه، وأن فاتشى تعتقد أن لانغدون هي القاتلة لأن السطر الأخير في رسالة جدها، والتي كانت موجهة إلى نيفو، والتي تم محو فاتشى قبل وصول لانغدون. ومع ذلك، فإن "PS" في الواقع تشير إلى صوفي، حيث إن الاسم المستعار الذي أطلقه عليها جدها هو "الأميرة صوفي". انها لا تشير إلى "التذييل". تنزعج نيفيو من ذكريات تورط جدها في مجموعة وثنية سرية. ومع ذلك، فهمت أن جدها كان ينوي فك الشفرة، الأمر الذي يقودهم إلى صندوق ودائع آمن في فرع باريس لبنك الإيداع في زيورخ.
يهرب نيفيو ولانغدون من الشرطة ويزوران البنك. في صندوق الإيداع الآمن، وجدوا صندوقًا يحتوي على حجر الزاوية: قبو أسطواني، محمول باليد مع خمسة أقراص متحدة المركز، دوارة مكتوبة بأحرف. عندما تصطف هذه بشكل صحيح، فإنها تفتح الجهاز. إذا تم فتح الكريبتكس بالقوة، فإن قنينة الخل المغلقة تنكسر وتذيب الرسالة داخل الكريبتكس، والتي كانت مكتوبة على ورق البردي. يحتوي المربع الذي يحتوي على التشفير على أدلة على كلمة المرور الخاصة به. يأخذ لانغدون ونيفو حجر الأساس لمنزل صديق لانغدون، السير لي تيبينج، الخبير في الكأس المقدسة، التي ترتبط أسطورتها ارتباطًا وثيقًا بالدير. هناك، يوضح تيبينغ أن الكأس ليست كأسًا، لكنها مقبرة تحتوي على عظام مريم المجدلية. ثم يفر الثلاثي من البلاد على متن طائرة تيبينج الخاصة، حيث استنتجوا أن المجموعة الصحيحة من الحروف توضح الاسم الأول لنيفو، صوفيا. عند فتح العملة المشفرة، اكتشفوا كريبتكس أصغر بداخلها، إلى جانب لغز آخر يقود المجموعة في النهاية إلى قبر إسحاق نيوتن في وستمنستر أبي.
أثناء رحلتها إلى بريطانيا، تكشف نيفيو مصدر انفصالها عن جدها قبل عشر سنوات. عند وصولها إلى المنزل بشكل غير متوقع من الجامعة، تشهد نيفيو سرًا طقوس الخصوبة الربيعية التي أُجريت في الطابق السفلي السري لملكية بلد جدها. من مخبأها، صدمت لرؤية جدها مع امرأة في وسط طقوس يحضرها رجال ونساء يرتدون أقنعة ويرددون المديح للإلهة. تهرب من المنزل وتقطع كل اتصال مع سونير. توضح لانغدون أن ما شاهدته كان احتفالًا قديمًا يُعرف باسم هييروس جاموس أو «الزواج المقدس». بحلول الوقت الذي وصلوا فيه إلى ويستى منستر اباى، تم الكشف عن أن تيبنج هو المعلم الذي يعمل سيلاس من أجله. يرغب تيبينغ في استخدام الكأس المقدسة، التي يعتقد أنها سلسلة من الوثائق التي تثبت أن يسوع المسيح تزوج مريم المجدلية وأنجب منها أطفالًا، من أجل تدمير الفاتيكان. أجبر لانغدون تحت تهديد السلاح على حل كلمة مرور التشفير الثانية، والتي يدرك لانغدون أنها «تفاحة». يفتح لانغدون سرًا العملة المشفرة ويزيل محتوياتها قبل رمي العملة المشفرة الفارغة في الهواء. تم القبض على تيبينغ من قبل فاشي، الذي أدرك الآن أن لانغدون بريء. أدرك الأسقف أرينجاروسا، رئيس الطائفة الدينية أوبوس داي ومعلم سيلاس، أن سيلاس قد استخدم لقتل الأبرياء، يندفع لمساعدة الشرطة في العثور عليه. عندما تجد الشرطة سيلاس مختبئًا في مركز أوبوس داي، يفترض أنهم موجودون هناك لقتله وهرع للخارج، وأطلق النار بطريق الخطأ على الأسقف أرينجاروسا. نجا الأسقف أرينغاروزا ولكن أُبلغ أن سيلاس عثر عليه ميتًا في وقت لاحق متأثرًا بعيار ناري. الرسالة الأخيرة داخل حجر الزاوية الثاني تقود نيفو ولانغدون إلى روسلين تشابل، التي تبين أن محاضرها هو شقيق نيفو المفقود منذ زمن طويل، والذي قيل لنيفو إنه مات عندما كان طفلاً في حادث السيارة الذي قتل والديها. وصية روسلين تشابل، ماري شوفيل سانت كلير، هي جدة نيفيو المفقودة منذ زمن طويل. يتضح أن نيفيو وأخاها من نسل يسوع المسيح ومريم المجدلية. أخفى بريورى ليون هويتها لحمايتها من التهديدات المحتملة على حياتها. المعنى الحقيقي للرسالة الأخيرة هو أن الكأس مدفونة تحت الهرم الصغير مباشرة أسفل الهرم المقلوب، الهرم الزجاجي المقلوب لمتحف اللوفر. كما أنه يقع تحت «خط روز» إشارة إلى «روسلين». يكتشف لانغدون هذه القطعة الأخيرة من اللغز؛ يتبع خط الوردة إلى الهرم المقلوب، حيث يركع للصلاة أمام تابوت مريم المجدلية الخفي، كما فعل فرسان الهيكل من قبله.

### علاقة الرواية بالسلسلة
تعتبر الرواية هي الكتاب الثاني من سلسلة مغامرات بطلها الرئيسي روبرت لانغدون. جرت أحداث الكتاب السابق، ملائكة وشياطين، في روما وتتحدث عن الطبقة المستنيرة، وبالرغم من أن ملائكة وشياطين تدور حول نفس الشخصية إلا أنه ليس من الضروري قراءتها لفهم أحداث شيفرة دا فينشي. صدرت الرواية الأخرى في عام 2009 م. وعنوانها الرمز المفقود، وتتحدث عن تأثير الماسونية في الدولة الأمريكية منذ التأسيس، وتقع احداثها في 24 ساعه فقط، ثم اضاف دان براون رواية اخيرة بعنوان الجحيم وهي تدور عن صراع بين منظمات عالمية وعالم متطرف يعتقد ان العالم قد تحول إلى جحيم لا يطاق.

## الرواية في الإعلام
أحدثت هذه الرواية زخما يصعب إحصاؤه من المقالات، والدراسات، والبرامج التليفزيونية، التي تمثل مادتها أرضاً بحثية خصبة في مجالات: العقائد المقارنة، وتاريخ الحضارة، والأساطير، ونظرية المؤامرة، والفن التشكيلي، والتي دارت جميعها حول محور استجلاء الجوانب الموضوعية في الرواية، والجدل حول فصلها عن مواضيع الخيال الروائي والشطط الخيالي.

## المبيعات
حققت شفرة دافنشي نجاحًا كبيرًا في عام 2003 ولم يتم بيعها إلا من قبل جيه كيه رولينج هاري بوتر وجماعة العنقاء. [3] باعت 80 مليون نسخة في جميع أنحاء العالم.

## نقد الرواية

### اخطاء تاريخية
اثار الكتاب انتقادات عندما نُشر لأول مرة بسبب وصف غير دقيق للجوانب الأساسية للمسيحية وأوصاف الفن والتاريخ والهندسة الأوروبية. تلقى الكتاب مراجعات سلبية في الغالب من الطوائف الكاثوليكية والمسيحية الأخرى. اعترض العديد من النقاد على مستوى البحث الذي أجراه براون عند كتابة القصة. وصفت كاتبة نيويورك تايمز لورا ميلر الرواية بأنها «تستند إلى خدعة سيئة السمعة» و «هراء مرتبة» و «زائف» قائلة إن الكتاب يعتمد بشكل كبير على افتراءات بيير بلانتارد، الذي تم التأكيد على أنه ابتكر الدير. سيون في عام 1956. يتهم المنتقدون براون بتشويه التاريخ واختلاقه. على سبيل المثال، كتبت مارسيا فورد:
بغض النظر عما إذا كنت تتفق مع استنتاجات براون، فمن الواضح أن تاريخه خيالي إلى حد كبير، مما يعني أنه وناشره انتهكوا اتفاقًا طويل الأمد غير معلن مع القارئ: الرواية التي تهدف إلى تقديم حقائق تاريخية يجب أن يتم البحث عنها بعناية .
كتب ريتشرد ابنس:
الجانب الأكثر فظاعة ليس أن دان براون لا يتفق مع المسيحية ولكنه يشوهها تمامًا من أجل الاختلاف معها إلى حد إعادة كتابة عدد كبير من الأحداث التاريخية. ومما زاد الطين بلة استعداد براون لتمرير تحريفاته على أنها «حقائق» يتفق معها عدد لا يحصى من العلماء والمؤرخين.
يبدأ الكتاب بادعاء دان براون أن "دير سيون" - جمعية سرية فرنسية تأسست عام 1099 - هي منظمة حقيقية". هذا التأكيد متنازع عليه على نطاق واسع. يعتبر دير سيون عمومًا خدعة تم إنشاؤها في عام 1956 بواسطة بلانتد بيرى. يدعي المؤلف أيضًا أن "جميع أوصاف الأعمال الفنية والهندسة المعمارية والوثائق ... والطقوس السرية في هذه الرواية دقيقة"، لكن هذا الادعاء محل خلاف من قبل العديد من العلماء الأكاديميين الخبراء في مجالات عديدة. [6] يتناول دان براون نفسه فكرة كون بعض الجوانب الأكثر إثارة للجدل حقيقة على موقع الويب الخاص به، مشيرًا إلى أن صفحة "حقيقة" في بداية الرواية تذكر فقط "الوثائق والطقوس والتنظيم والأعمال الفنية والهندسة المعمارية"، ولكن ليس أيً منها من النظريات القديمة التي ناقشتها الشخصيات الروائية، والتي تنص على أن "تفسير تلك الأفكار متروك للقارئ". يقول براون أيضًا: "أعتقد أن بعض النظريات التي ناقشتها هذه الشخصيات قد تكون لها مزايا" و "السر وراء كود دافنشي كان موثقًا جيدًا ومهمًا للغاية بالنسبة لي." [7] في عام 2003، أثناء الترويج للرواية، سُئل براون في مقابلات عن أجزاء التاريخ في روايته التي حدثت بالفعل. فأجاب: "بالتأكيد كل ذلك". في مقابلة عام 2003 مع مارتن سافيدج من سي إن إن، سئل مرة أخرى عن مدى صحة الخلفية التاريخية. أجاب: "99٪ صحيح ... الخلفية كلها صحيحة". عندما سألته إليزابيث فارغاس في قناة (ABC أخبار) الخاصة عما إذا كان الكتاب سيكون مختلفًا إذا كان قد كتبه على أنه كتاب غير خيالي، أجاب: "لا أعتقد أنه سيكون كذلك". [8] في عام 2005، قامت الشخصية التلفزيونية البريطانية توني روبنسون بتحرير ورواية تفنيد مفصل للحجج الرئيسية لدان براون وحجج مايكل بايجنت وريتشارد لي وهنري لينكولن، الذين ألفوا كتاب الدم المقدس، الكأس المقدسة، في برنامج شفرة دافنشى الحقيقى، الذي تم عرضه على القناة الرابعة بالتليفزيون البريطاني، تضمن البرنامج مقابلات مطولة مع العديد من الشخصيات الرئيسية التي ذكرها براون بأنها "حقيقة مطلقة" في شفرة دافنشي. صرح أرنو دي سيد، ابن جيرار دي سيد، بشكل قاطع أن والده وبلانتارد قد شكلا وجود دير سيون، حجر الزاوية في نظرية سلالة يسوع: "بصراحة، كان بيفل"، مشيرًا إلى أن مفهوم كان سليل يسوع أيضًا عنصرًا في فيلم كيفن سميث 1999 Dogma. يرجع أول ظهور لهذه النظرية إلى الراهب السيسترسي في القرن الثالث عشر والمؤرخ بيتر من فو دي سيرناي الذي ذكر أن كاثار يعتقد أن يسوع المسيح `` الشرير '' و''الأرضي '' له علاقة بمريم المجدلية، الموصوفة بأنها خليلة له (وأن "المسيح الصالح" غير مألوف وموجود روحياً في جسد بولس) [9]. كما ألقى برنامج شفلرة دافنشى الحقيقى بظلال من الشك على علاقة روسلبن تشابل مع جريل وعل ى القصص الأخرى ذات الصلة، مثل الهبوط المزعوم لماري مجدلين في فرنسا. وفقًا لكود دافنشي، قمع الإمبراطور الروماني قسطنطين الأول الغنوصية لأنها صورت يسوع على أنه إنسان بحت. كانت حجة الرواية كما يلي: [10] أراد قسطنطين أن تعمل المسيحية كدين موحد للإمبراطورية الرومانية. كان يعتقد أن المسيحية لن تروق للوثنيين إلا إذا ظهرت على نصف إله مشابه للأبطال الوثنيين. حسب الأناجيل الغنوصية، كان يسوع مجرد نبي بشري، وليس نصف إله. لذلك، لتغيير صورة يسوع، دمر قسطنطين الأناجيل الغنوصية وروج لأناجيل متى ومرقس ولوقا ويوحنا، التي تصور يسوع على أنه إلهي أو شبه إلهي. لكن الغنوصية لم تصور يسوع على أنه مجرد إنسان. [11] كل الكتابات الغنوصية تصور المسيح على أنه إله بحت، وجسده البشري مجرد وهم. نظرت الطوائف الغنوسية إلى المسيح بهذه الطريقة لأنها اعتبرت المادة شريرة، وبالتالي اعتقدت أن الروح الإلهية لن تأخذ أبدًا جسداً مادياً. [11]

### النقد الادبي
تلقى الكتاب مراجعات إيجابية وسلبية من النقاد ، وكان موضوع تقييمات سلبية فيما يتعلق بتصويره للتاريخ. تمت مراجعة كتابته ودقته التاريخية بشكل سلبي من قبل ذا نيويوركر ، [13] ، [14] وماكلينز. قالت جانيت ماسلين من صحيفة نيويورك تايمز إن كلمة واحدة «تنقل بإيجاز نوع الحماس الشديد الذي يمكن أن يوصى به بهذا الرواية المليئة بالألغاز والكسر الشفرات والمبهجة الذهنية. هذه الكلمة رائعة. المؤلف هو دان براون (اسم سوف تريد أن تتذكر). في هذه الرواية المشوقة والمثيرة للبهجة ، يأخذ السيد براون الشكل الذي طوره من خلال ثلاث روايات سابقة وصقلها إلى الكمال الرائج.»[16] قال ديفيد لازاروس من صحيفة سان فرانسيسكو كرونيكل ، «هذه القصة بها الكثير من التقلبات - كلها مرضية ، وغير متوقعة - لدرجة أنه سيكون من الخطيئة الكشف عن الكثير من الحبكة مقدمًا. دعنا نقول فقط أنه إذا لم تتحقق هذه الرواية نبضك يتسابق ، تحتاج إلى التحقق من أدويتك.»[17] أثناء إجراء مقابلة مع أومبرتو إيكو في عدد عام 2008 من مجلة باريس ريفيو ، وصفت ليلى عزام زنغنه كود دافنشي بأنه «فرع صغير غريب» من رواية إيكو ، بندول فوكو. رداً على ذلك ، قال إيكو: «دان براون شخصية من بندول فوكو! لقد اخترعته. إنه يشارك شخصياتي افتتانهم - المؤامرة العالمية للروزيكروس والماسونيين واليسوعيين. دور فرسان الهيكل. السر المحكم. مبدأ أن كل شيء متصل. أظن أن دان براون قد لا يكون موجودًا». [18] ظهر الكتاب في المرتبة 43 في قائمة 2010 لأفضل 101 كتاب على الإطلاق ، والتي تم اشتقاقها من استطلاع لأكثر من 15000 قارئ أسترالي. [19] قال سلمان رشدي خلال محاضرة: «لا تبدأني في كود دافنشي. رواية سيئة للغاية لدرجة أنها تعطي الروايات السيئة سمعة سيئة». [20] أشار ستيفن فراي إلى كتابات براون على أنها «ماء براز رخو كامل» و «مرق الحمار من أسوأ أنواعه». في محادثة مباشرة في 14 حزيران (يونيو) 2006، أوضح ، «أنا فقط أكره كل تلك الكتب حول الكأس المقدسة والماسونيين والمؤامرات الكاثوليكية وكل تلك المراوغة السريعة. أعني ، هناك الكثير مما هو مثير للاهتمام ومثير في الفن وفي التاريخ. إنه يلعب دور الأسوأ والأكثر كسلاً في البشرية ، والرغبة في التفكير في أسوأ ما في الماضي والرغبة في الشعور بالتفوق عليه بطريقة سخيفة». [22] شبّه ستيفن كينج أعمال دان براون بـ «نكت للجون»، واصفًا مثل هذه الأدبيات بـ «المكافئ الفكري لكرافت المعكرونة والجبن». [23] وصفت صحيفة نيويورك تايمز ، أثناء مراجعتها للفيلم المبني على الكتاب ، الكتاب بأنه «كتاب دان براون الأكثر مبيعًا حول كيفية عدم كتابة جملة إنجليزية». يشير أنتوني لين ، المراجع النيويوركي ، إلى ذلك على أنه «خردة غير مخففة» ويندد بـ «الخشونة المتهالكة للأسلوب». قام اللغوي جيفري بولوم وآخرون بنشر العديد من الإدخالات التي تنتقد كتابات دان براون ، في سجل اللغة ، واصفًا براون بأنه أحد «أسوأ مصممي النثر في تاريخ الأدب» وقالوا إن كتابات براون «ليست سيئة فحسب ؛ إنها بشكل مذهل ، بشكل أخرق ، بلا تفكير ، سيئ للغاية». [25] وصفها روجر إيبرت بأنها «وعاء صغير مكتوب بقليل من الأناقة والأناقة»، على الرغم من أنه قال إنها «قدمت مؤامرة مثيرة للاهتمام». في مراجعته لفيلم National Treasure ، الذي تتضمن حبكة أحداثه أيضًا مؤامرات قديمة والبحث عن الكنوز ، كتب: «يجب أن أقرأ غلاية مثل شفرة دافنشى من حين لآخر ، فقط لأذكر نفسي بأن الحياة قصيرة جدًا بحيث لا يمكن قراءتها كتب مثل شفرة دافنشى». [26]

### دعاوى قضائية
زعم المؤلف لويس بيرديو أن براون سرق من روايتين من روايته ، إرث دافنشي ، التي نُشرت في الأصل عام 1983، وابنة الله ، التي نُشرت في الأصل عام 2000. وسعى إلى منع توزيع الكتاب والفيلم. ومع ذلك ، حكم القاضي جورج دانيلز من المحكمة الجزئية الأمريكية في نيويورك ضد بيرديو في عام 2005، قائلاً إن "المراقب العادي المتوسط المعقول لن يستنتج أن شيفرة دافنشي تشبه إلى حد كبير ابنة الله" وأن "أي عناصر متشابهة قليلاً على مستوى الأفكار المعممة أو غير القابلة للحماية. "[27] استأنف بيرديو ، وأيدت محكمة الاستئناف الأمريكية الثانية القرار الأصلي ، قائلة إن حجج السيد بيرديو كانت" بلا أساس ". [28] في أوائل عام 2006، رفع مايكل بايجنت وريتشارد لي دعوى ضد ناشري براون ، راندوم هاوس. زعموا أن أجزاء كبيرة من شيفرة دافنشي كانت مسروقة من كتاب الدم المقدس والكأس المقدسة ، منتهكة حقوق النشر الخاصة بهم. [29] وأكد براون خلال الدعوى القضائية أنه عيّن الخبير الرئيسي في جريل في قصته الجدولة الخفيفة ، وهو الجناس الناجم عن "الجدولة الخفيفة "، على اسم المدعين الاثنين. رداً على الاقتراح بأن هنري لينكولن تمت الإشارة إليه أيضًا في الكتاب ، نظرًا لأنه يعاني من مشاكل طبية أدت إلى تعرج شديد ، مثل شخصية لي تيبينج ، صرح براون أنه لم يكن على علم بمرض لنكولن وأن المراسلات كانت مصادفة. 30] منذ أن قدم بايجنت ولي استنتاجاتهم على أنها بحث تاريخي ، وليس خيالًا ، اعتبر القاضي بيتر سميث ، الذي ترأس المحاكمة ، أن الروائي يجب أن يكون حراً في استخدام هذه الأفكار في سياق خيالي ، وحكم ضد بايجنت ولي. أخفى سميث أيضًا رمزه السري في حكمه المكتوب ، في شكل أحرف مائلة تبدو عشوائية في المستند المكون من 71 صفحة ، والذي يبدو أنه يوضح رسالة. أشار سميث إلى أنه سيؤكد الرمز إذا قام شخص ما بكسره. [31] وبعد خسارتهم أمام المحكمة العليا في 12 يوليو / تموز 2006، استأنفوا بعد ذلك ، ولكن دون جدوى ، أمام محكمة الاستئناف. [30] [32] في أبريل 2006، صرح ميخائيل أنيكين ، وهو عالم روسي ومؤرخ فني يعمل كباحث رئيسي في متحف هيرميتاج في سانت بطرسبرغ ، عن نيته رفع دعوى قضائية ضد دان براون ، مؤكداً أنه هو من صاغ العبارة المستخدمة على أنها كتاب. العنوان وأحد الأفكار المتعلقة بالموناليزا المستخدمة في مؤامرة. يفسر انكبن الموناليزا على أنها قصة رمزية مسيحية تتكون من صورتين ، واحدة ليسوع المسيح التي تتكون من النصف الأيمن للصورة ، واحدة لمريم العذراء التي تشكل النصف الأيسر منها. وفقًا لـ انكين ، فقد أعرب عن هذه الفكرة لمجموعة من الخبراء من متحف هيوستن خلال معرض رينا ماغريت عام 1988 في هيرميتاج ، وعندما طلب أحد الأمريكيين الإذن بتمريرها إلى صديق ، وافق انكين على الطلب بشرط ذلك يقيد في أي كتاب باستخدام تفسيره. في النهاية ، جمع أنيكين بحثه في كتاب ليوناردو دافنشي أو اللاهوت على القماش ، وهو كتاب نُشر في عام 2000، ولكن كتاب شيفرة دافنشي ، الذي نُشر بعد ثلاث سنوات ، لم يذكر أنيكين ، وبدلاً من ذلك يؤكد أن الفكرة المعنية "معروفة جيدًا" رأي عدد من العلماء. "[33] [34]

### فيلم
قامت شركة كولومبيا بيكشتورس من تصوير فيلم سينمائي يتناول قصة الرواية. وتم عرض الفيلم لأول مرة في افتتاح مهرجان كان السينمائي في فرنسا في 19 من أيار/مايو 2006. قام بإخراج الفيلم رون هاوارد وبطولته توم هانكس في دور لانغدون وأودري تاتو في دور صوفي.
كما تم منع الفيلم والقصة بمصر بناء على طلب تقدم به الأقباط إلى مجلس الشعب ألا انه يتم توزيعها بطرق النسخ غير المشروع.ونزلت اعداد من هذه القصة في الوطن العربي.

### دراسات
وقد صدرت كتب عديدة تناولت موضوع رواية شيفرة دافنشي، حاول مؤلفوها تحليل العديد من الأفكار الواردة بالرواية من زوايا متعددة للرؤية، مستعينين بأدوات بحثية تختلف باختلاف تخصصاتهم العلمية الدقيقة، متخذين في ذلك مواقف متباينة بين التأييد والرفض لفكرة المؤلف، وهي مواقف تأثرت بمرجعية كل منهم على المستوى العقائدي والثقافي. ومن أهم هذه الكتب التي صدرت باللغة الإنجليزية: كتاب الحقيقة والخيال في شيفرة دافنشي Truth and Fiction in The Da Vinci Code لمؤلفه بارت د. إهرمان وكتاب حل غموض شيفرة دافنشي لمؤلفه براندون جليفين ، وكتاب الفن والأسطورة في شيفرة دافنشي The Art and Mythology of the Da Vinci Code لمؤلفه ديفيد موريس David Morris، بالإضافة إلى كتاب صدر باللغة العربية بعنوان فنانون وهراطقة: شفرات سرية في أعمال رواد الفن لمؤلفه د. ياسر منجي.

## وصلات خارجية
- شيفرة دا فينشي على موقع الموسوعة البريطانية (الإنجليزية)
- (1) (2) (3) مواقع تشرح بالصور الرواية
- ملخص لرواية شفرة دافينشي
- شيفرة دافنشي كتاب مسموع
- آراء القراء على موقع أبجد حول رواية شيفرة دافنشي